# Лехена
Лехена́ (греч. Λεχαινά) — малый город в юго-западной Греции, административный центр общины (дима) Андравида-Килини в периферийной единице Элиде в периферии Западной Греции. Лехена находится в западной части полуострова Пелопоннес, на берегу залива Килиниос Ионического моря. Город расположен в 217 километрах к западу от столицы Греции Афин. Население 2641 житель по переписи 2011 года.
По восточной окраине города проходит национальная дорога 9, часть европейского маршрута E55.

## История
В 1835 году создана община (дим) и поселение Миртундия (Μυρτουντία). Название они получили от древнего Мирсина, упоминаемого Гомером и Страбоном и известного во времена Страбона, как Миртунтий. В 1865 году в Лехене родился писатель Андреас Каркавицас. Сохранился дом писателя, установлен бюст на площади у кафедрального собора Айос-Димитриоса.

## Сообщество Лехена
В общинное сообщество Лехена входят 4 населённых пункта. Население 2927 жителей по переписи 2011 года. Площадь 35,458 квадратного километра.
| Наименование     | Население (2011), человек |
| ---------------- | ------------------------- |
| Айи-Теодори      | 194                       |
| Айос-Панделеимон | 37                        |
| Катарахи         | 55                        |
| Лехена           | 2641                      |

## Население
| Год  | Население, человек |
| ---- | ------------------ |
| 1991 | 3056               |
| 2001 | 3401               |
| 2011 | ↘ 2641             |